# کوو، استان لهستان بزرگ
کُوو (لهستانی: Koło؛ ‏تلفظ لهستانی: [ˈkɔwɔ]) شهری در کرانهٔ رود وارتا در مرکز لهستان است که ۲۳٬۱۰۱ نفر جمعیت دارد (آمار سال ۲۰۰۶) این شهر در شهرستان کوو واقع در استان لهستان بزرگ قرار دارد.
این شهر یکی از قدیمی‌ترین مناطق مسکونی شهری در کشور لهستان است و در سال ۱۳۶۳ میلادی توسط کازیمیر کبیر بنیان‌گذاری شد.